# Purdah
La purdah (en hindi पर्दा, en farsi پرده, en urdú پردہ, literalment "cortina") és un costum utilitzat en certes parts del món islàmic, especialment al subcontinent indi i en alguns països àrabs, que consisteix en l'estricta prohibició que una dona pugui ser vista pels homes.
La purdah inclou la reclusió de les dones o certs costums referents als vestits, com l'ús de la burca o el nicab, i està estretament lligada al concepte de castedat o namus. El namus és una categoria ètica, una virtut, en el caràcter patriarcal musulmà. Existeix una categoria de relacions entre les persones de diferent gènere dins de la família, estrictament aplicada, que es defineix en termes d'honor, atenció, respecte i castedat. El terme namus sovint es tradueix per "honor".